# Uhrenquarz

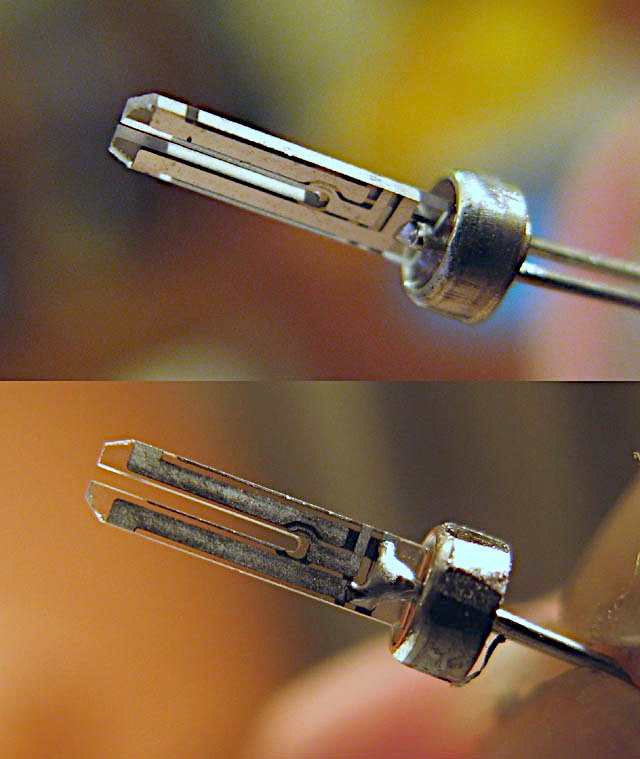
Nahaufnahme eines Uhrenquarzes (ohne Gehäuse)

Ein Uhrenquarz ist ein spezieller Schwingquarz, der als Taktgeber unter anderem in Quarzuhren und Echtzeituhren Verwendung findet. Seine Frequenz beträgt 32,768 kHz = 32 768 Hz = 215 Hz (in der für Deutschland und Österreich genormten Schreibweise von Zahlen). Er wird in Form einer miniaturisierten Stimmgabel ausgeführt und in ein zylindrisches Gehäuse (Durchmesser typ. 2 … 3 mm) mit Drahtanschlüssen oder in einen quaderförmigen SMD-Baustein eingebaut.

## Allgemeines

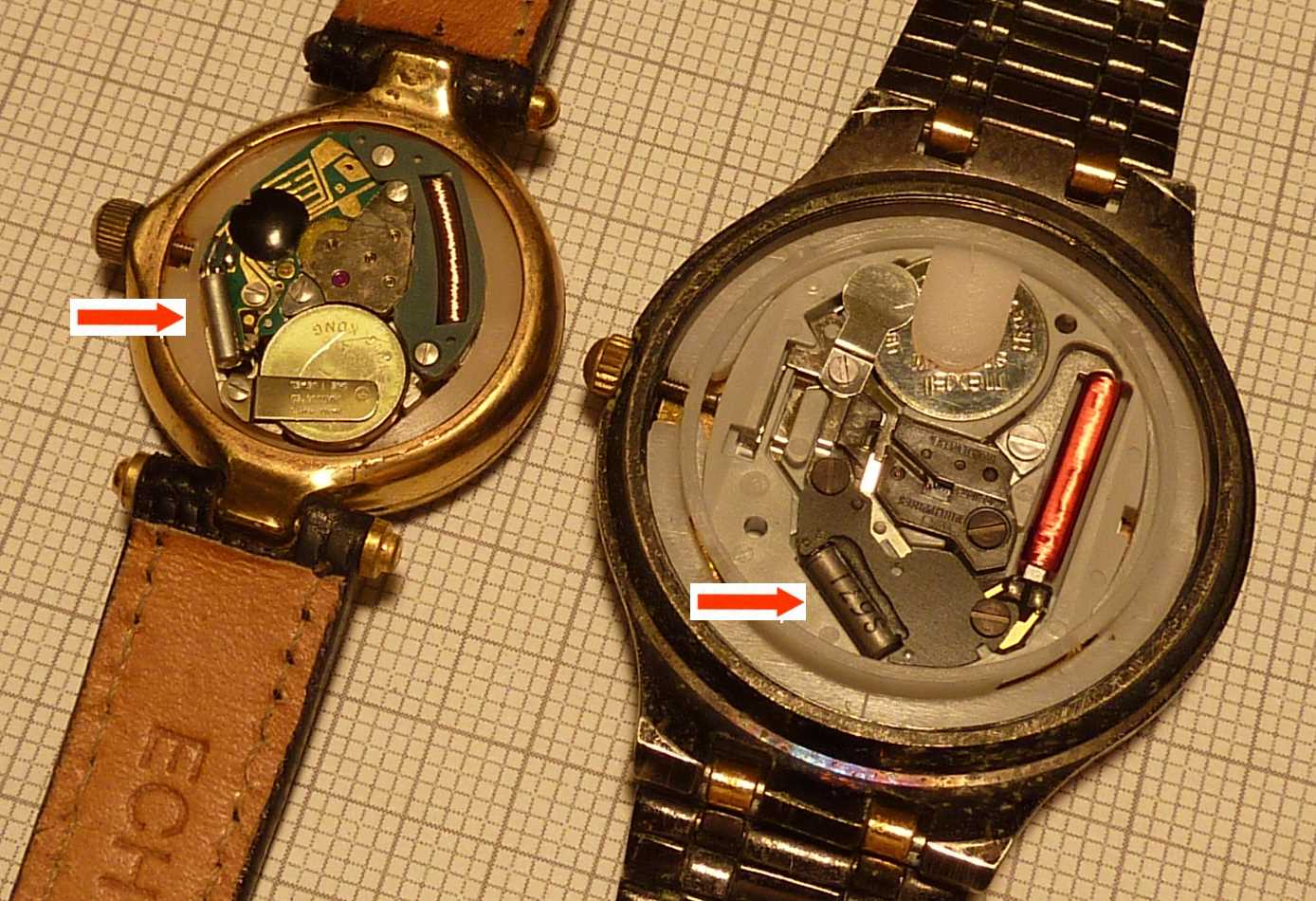
Eingebaute Uhrenquarze

Uhrenquarze schwingen aufgrund der besonderen Form mit einer vergleichsweise sehr niedrigen Grundfrequenz. Der Stromverbrauch elektronischer Schaltungen in der verbreiteten CMOS-Halbleitertechnik nimmt bei steigender Taktfrequenz zu. Durch die Wahl einer niedrigen Frequenz können besonders stromsparende Quarzoszillatoren mit Batterieversorgung realisiert werden, wie sie bei Uhrensystemen und Quarzuhren üblich sind. Die Leistungsaufnahme eines Uhrenquarzes liegt bei maximal 1 μW. Als Oszillatorschaltung für Uhrenquarze wird üblicherweise die Pierce-Schaltung verwendet.
Die Frequenz eines Uhrenquarzes ist außerdem wegen ihrer einfachen Teilbarkeit festgelegt, um den für Uhrensysteme wesentlichen Sekundenpuls ableiten zu können. Die Halbierung einer Frequenz ist schaltungstechnisch mittels eines T-Flipflops mit geringem Aufwand möglich. Eine Reihenschaltung von 16 T-Flipflops kann so aus der Quarzfrequenz von 215 Hz die Frequenz von 0,5 Hz generieren, die bei elektro-mechanischen Quarzuhren zur Ansteuerung des Lavet-Schrittmotors dient. Jeder Phasenwechsel ruft einen Sprung des Motors hervor, der das Werk über das Sekundenrad antreibt.
Uhrenquarze sind im Quarzschnitt X oder XY ausgeführt. Die Stimmgabel wird aus dem Quarz mechanisch durch Sägen oder mittels Ätztechniken geformt. Auf die Zinken werden die metallischen Elektroden aufgedampft, die mit den äußeren Anschlüssen verbunden werden.
Die relative Grenzabweichung bei der Bezugstemperatur von 25 °C liegt im Bereich von 20 ppm. Der Temperatureinfluss auf die Frequenz wird typischerweise durch eine Parabel wiedergegeben.
{\displaystyle {\frac {\Delta f}{f}}=-a\cdot (t-t_{25})^{2}}
mit einer Parabelkonstanten {\displaystyle a}, deren Wert bei Uhrenquarzen im Bereich von 0,04 ppm/°C2 liegt. In der Umgebung der Bezugstemperatur {\displaystyle t_{25}} ist der Einfluss besonders gering. Eine Abweichung von {\displaystyle t_{25}} (d. h. der typischen Umgebungstemperatur 25 °C) um ±5 °C bewirkt eine Frequenzabweichung um −1 ppm.